# 魔王使的最強支配
《魔王使的最強支配》是日本輕小說作家空埜一樹所撰寫的輕小說，小說插畫由コユコム負責繪製。日文版小說由Hobby Japan旗下的HJ文庫出版。

## 登場角色
路易
男主角。被逐出勇者队伍的魔物使。在某座废弃古城中，与被封印的魔王莎夏相遇，达成了觉醒为“魔王使”的条件。
莎夏
女主角。被封印在某座废弃古城里的魔王。被路易觉醒的“魔王使”技能驯服。因其操纵破坏一切事物的漆黑火焰的姿态而被称为“死之魔王”。

## 出版書籍

### 輕小說
| 卷数 | Hobby Japan   | Hobby Japan            | 單行本封面人物         |
| 卷数 | 發售日期      | ISBN                   | 單行本封面人物         |
| ---- | ------------- | ---------------------- | ---------------------- |
| 1    | 2021年10月1日 | ISBN 978-4-7986-2581-2 | 路易、莎夏（死之魔王） |
| 2    | 2022年2月1日  | ISBN 978-4-7986-2718-2 | 路易、（支海之魔王）   |
| 3    | 2022年6月1日  | ISBN 978-4-7986-2844-8 | 路易、（剑永之魔王）   |
| 4    | 2022年12月1日 | ISBN 978-4-7986-3015-1 | 路易、（魔族少女）     |

### 漫畫
| 卷数 | Hobby Japan  | Hobby Japan            | 單行本封面人物         |
| 卷数 | 發售日期     | ISBN                   | 單行本封面人物         |
| ---- | ------------ | ---------------------- | ---------------------- |
| 1    | 2022年9月1日 | ISBN 978-4-7986-2922-3 | 路易、莎夏（死之魔王） |

## 外部鏈接
- （日語）《魔王使的最強支配》小說特設官方網站 （页面存档备份，存于）
- （日語）《魔王使的最強支配》漫畫特設 & web連載官方網站 （页面存档备份，存于）
- （日語）《魔王使的最強支配》N站連載官方網站 （页面存档备份，存于）
- （日語）《魔王使的最強支配》小說作者推特 （页面存档备份，存于）
- （日語）《魔王使的最強支配》漫畫畫師推特 （页面存档备份，存于）